# Schistura hingi
Schistura hingi är en fiskart som först beskrevs av Herre, 1934.  Schistura hingi ingår i släktet Schistura och familjen grönlingsfiskar. IUCN kategoriserar arten globalt som livskraftig. Inga underarter finns listade i Catalogue of Life.